# Padilla lancearia
Padilla lancearia is een nomen dubium dat gegeven is aan een spin uit Madagaskar waarvan door Eugène Simon gedacht werd dat het een soort in de familie springspinnen (Salticidae) betrof. De naam werd door Simon gepubliceerd in 1900.